# Omiodes continuatalis
Omiodes continuatalis is een vlinder uit de familie van de grasmotten (Crambidae), uit de onderfamilie van de Spilomelinae. De wetenschappelijke naam van deze soort is voor het eerst voorgesteld als Salbia continuatalis door Hans Daniel Johan Wallengren in een publicatie uit 1860.
De soort komt voor in Hawaii.